# Burey-la-Côte
Burey-la-Côte ist eine französische Gemeinde mit 86 Einwohnern (Stand 1. Januar 2022) im Département Meuse in der Region Grand Est (bis 2015 Lothringen); sie gehört zum Arrondissement Commercy und zum Gemeindeverband Communauté de communes de Commercy-Void-Vaucouleurs.

## Geografie
Burey-la-Côte liegt rund 25 Kilometer südwestlich der Stadt Toul im Süden des Départements Meuse. Verkehrstechnisch befindet sich die Gemeinde fernab von überregionalen Verkehrswegen nahe der D964. Der Ort liegt westlich der Maas am Ruisseau de Goussaincourt. Das Waldgebiet Bois de Burey-la-Côte bedeckt weite Teile des westlichen Gemeindegebiets.
Nachbargemeinden sind Montbras im Nordwesten und Norden, Sauvigny im Osten und Südosten, Goussaincourt im Süden sowie Taillancourt im Südwesten.

## Geschichte
Wie alle Orte der Gegend litt Burey-la-Côte im Mittelalter unter Konflikten. Die schlimmsten Verwüstungen richteten der Hundertjährige Krieg und der Dreißigjährige Krieg an. Der Name der heutigen Gemeinde wurde im Jahr 1327 unter dem Namen Burey erstmals in einem Dokument erwähnt. Im Mittelalter gehörte der Ort zur Bailliage Chaumont innerhalb der Champagne. Bis zur Französischen Revolution lag der Ort im Grand-gouvernement de Lorraine-et-Barrois. 
Burey-la-Côte gehörte von 1793 bis 1801 zum Distrikt Gondrecourt. Zudem von 1793 bis 1801 zum Kanton Goussaincourt. Die Gemeinde ist seit 1801 dem Kanton Vaucouleurs und dem Arrondissement Commercy zugeteilt.

### Bevölkerungsentwicklung
Die Gemeinde teilt das Schicksal vieler Landgemeinden in Frankreich. In der ersten Hälfte des 19. Jahrhunderts wuchs die Bevölkerung. Danach folgte eine Landflucht, die die Anzahl Bewohner stark verminderte (1831–1990: −83,1 Prozent). Seit 1990 wächst die Einwohnerschaft wieder (1990–2016: +69,2 Prozent).
| Jahr                       | 1962 | 1968 | 1975 | 1982 | 1990 | 1999 | 2006 | 2011 | 2019 |
| Einwohner                  | 82   | 74   | 70   | 57   | 52   | 73   | 66   | 84   | 88   |
| Quellen: Cassini und INSEE |      |      |      |      |      |      |      |      |      |

## Sehenswürdigkeiten
- Kirche Saint-Léger
- Drei Wegkreuze in Dorfnähe
- Gedenktafel für die Gefallenen an der Kirchenmauer[1]
- Zwei Waschhäuser (Lavoirs)
- Wasserturm

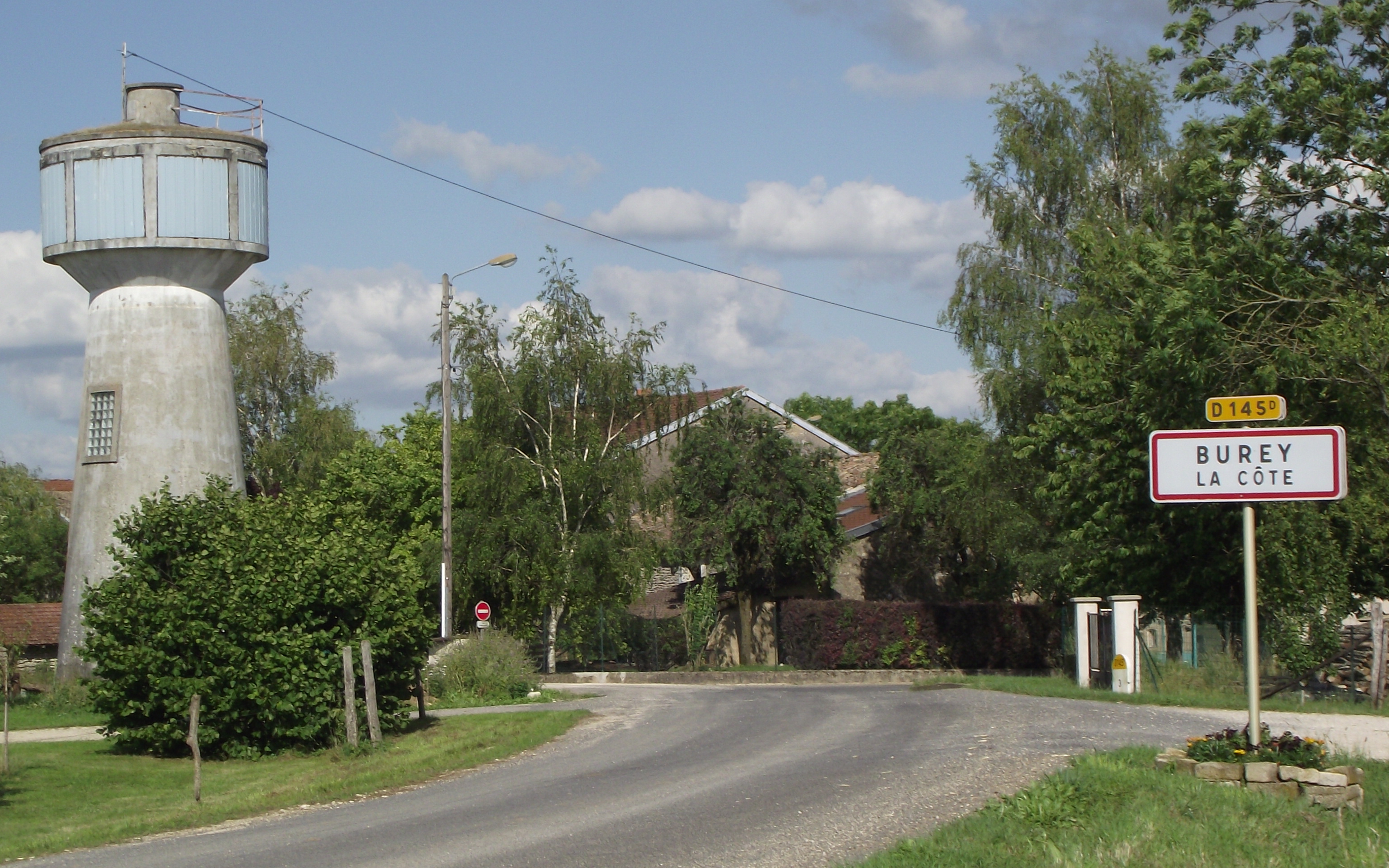
Wasserturm von Burey-la-Côte
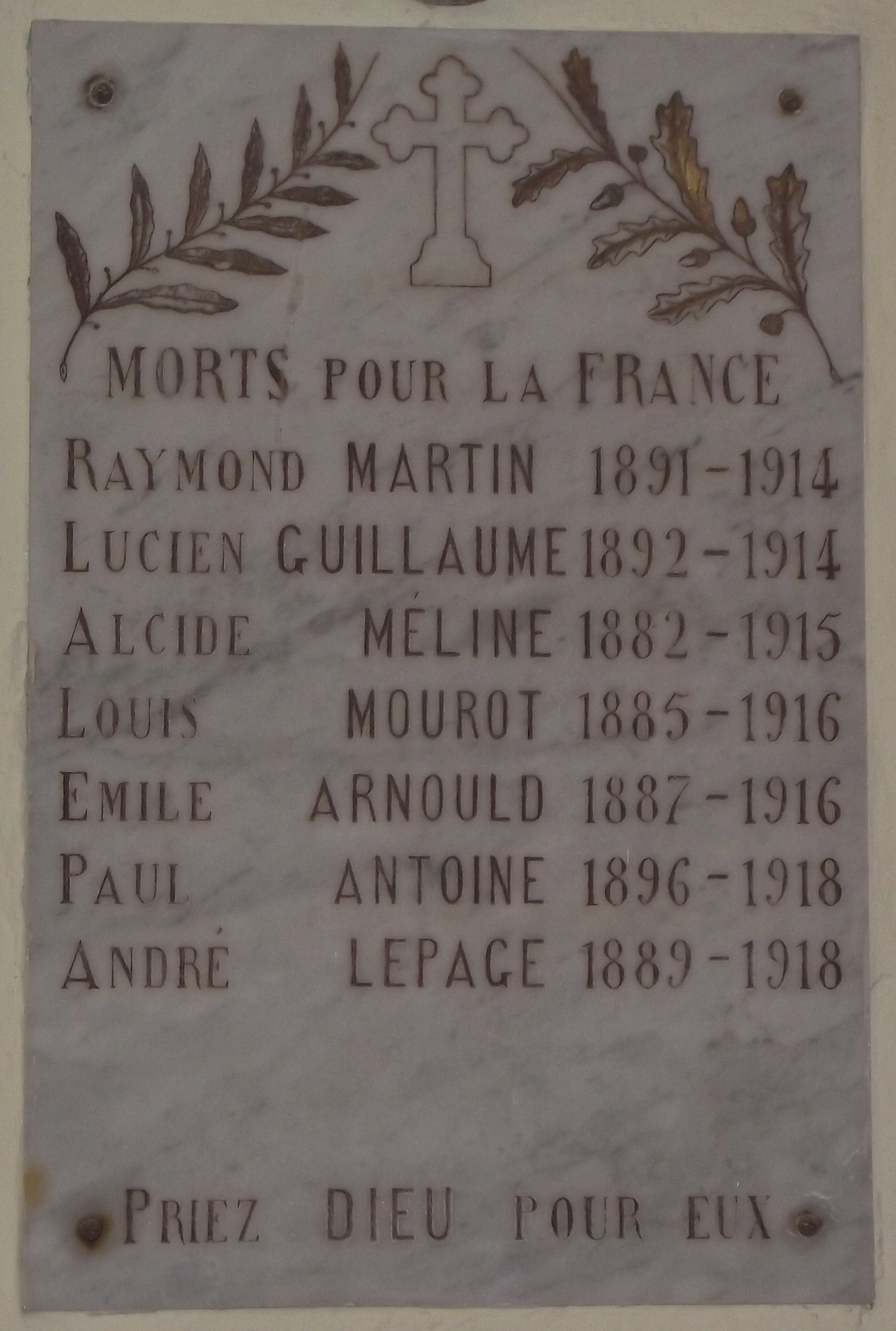
Gedenktafel für die Gefallenen